# Area 51
L'Area 51, inizialmente chiamata "Nevada Test Site - 51", è una base militare sperimentale, facente parte di una vasta zona militare operativa di 26100 km² (poco più della superficie della Sicilia) situata vicino al villaggio di Rachel circa 150 km a nord-ovest di Las Vegas, nel sud dello Stato statunitense del Nevada. L'Area 51 è stata creata durante la guerra fredda.
Nonostante sia situata nella vasta regione appartenente alla Nellis Air Force Base, le strutture nei pressi del Groom Lake sono gestite come un distaccamento dell'Air Force Flight Test Center della base aerea di Edwards nel Deserto del Mojave e, come tale, la base è nota con il nome di Air Force Flight Test Center (Detachment 3). Le strutture della base sono anche note come "Dreamland", "Paradise Ranch", "Home Base", "Watertown Strip", "Groom Lake" e più recentemente "Homey Airport". Spesso i piloti militari chiamano lo spazio aereo attorno alla base come "The Box" (la scatola).
Gli elevati livelli di segretezza che circondano la base e il fatto che la sua esistenza sia solo vagamente ammessa dal governo statunitense ha reso questa base un tipico soggetto delle teorie del complotto e protagonista del folclore ufologico. Nel corso del 2009 diversi ex funzionari che hanno lavorato nell'Area 51 sono stati autorizzati a rilasciare dichiarazioni, affermando che l'Area serviva per lo sviluppo e il test di apparecchiature tecnologicamente all'avanguardia (jet militari, moduli lunari ecc.) nella massima segretezza.

## Geografia

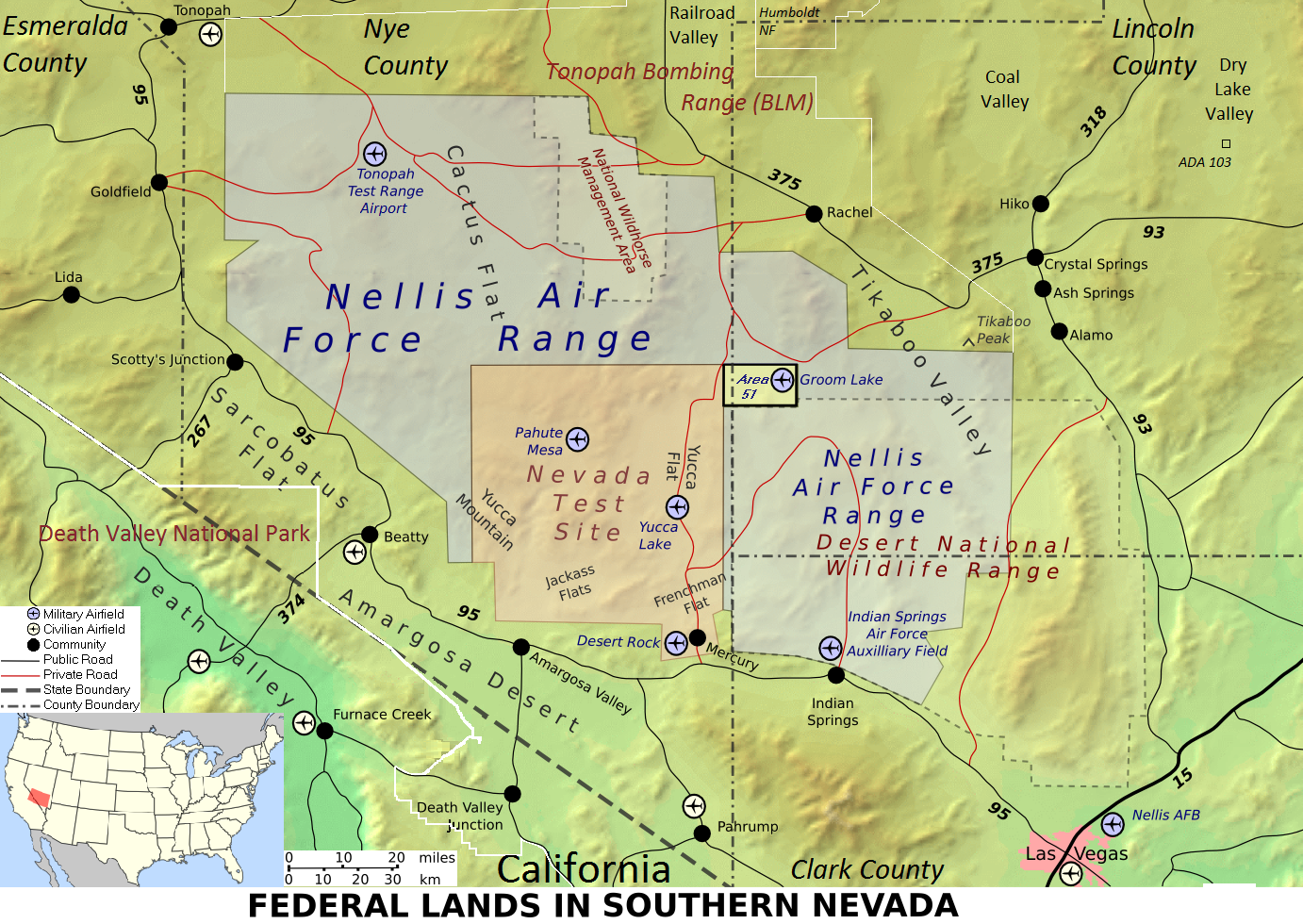
Mappa della base

L'Area 51 confina con la regione della mannara del Nevada Test Site (NTS), un sito di test dove sono stati condotti 739 dei 928 test nucleari da parte del dipartimento dell'energia statunitense Il deposito nucleare di Yucca Mountain dista circa 64 km sudovest del Groom Lake.
Il nome di "Area 51" è controverso e appare in vecchie mappe dell'NTS ma non in quelle più recenti. Tuttavia lo stesso schema di nomenclatura appare per altre zone del Nevada Test Site.
L'area è connessa con la rete stradale interna dell'NTS, che comprende strade asfaltate che si dirigono a sud verso Mercury e ad ovest verso Yucca Flat. A nordest del lago, la strada attraversa un passo nelle Jumbled Hills. La strada portava precedentemente alle miniere del bacino Groom, ma dopo la loro chiusura, la strada è stata ampliata. Nonostante sia presente un checkpoint di sicurezza l'accesso alla strada è vietato alle persone non autorizzate più a est. Dopo essere uscita dall'area ristretta, la strada prosegue scendendo verso est verso il fondo della Valle Tikaboo e converge con la State route 375 (la "Extraterrestrial Highway") a sud di Rachel.
L'ingresso principale verso l'intera base militare e, quindi, anche l'Area 51, è segnato da una strada sterrata che si stacca dalla statale 375, chiamata The Extraterrestrial Highway, all'altezza di una grande cassetta per la posta di colore bianco con scritte nere (punto di riferimento per tutti i curiosi di avvistamenti UFO) che poi interseca la pista che conduce da est al Groom Lake. La base è ancora in attività.

## Operazioni
La base aerea di Groom Lake non è una base convenzionale e sembra utilizzata per lo sviluppo, il test e le fasi di addestramento di nuovi aerei. Quando questi velivoli sono approvati dall'United States Air Force o da altre agenzie come la CIA, vengono trasferiti in  normali basi aeree militari, dalle quali conducono le loro operazioni. È stato tuttavia riferito che la base potrebbe essere l'alloggiamento permanente di un piccolo numero di aerei sovietici, analizzati ed utilizzati per addestramenti top secret.
I satelliti spia sovietici hanno ripreso immagini della base durante la guerra fredda, e successivamente anche satelliti ad uso civile hanno ottenuto immagini dettagliate della base e dell'ambiente circostante. Queste immagini permettono di trarre poche conclusioni, poiché ritraggono solo una base, lunghe piste, gli hangar e il lago, e non provano nulla sulle strutture sotterranee.
Anche se non contrassegnata da un identificativo ICAO, nel dicembre 2007 alcuni piloti di aerei notarono che la base appariva nei loro sistemi di navigazione con il codice "KXTA".

### ProgrammaU-2
La base di Groom Lake fu utilizzata come zona per test dell'artiglieria e per test di bombardamento durante la seconda guerra mondiale, ma fu abbandonata fino al 1955, quando fu selezionata dal team Skunk Works della Lockheed Corporation come luogo ideale per effettuare i test dell'aereo spia U-2. Il fondo asciutto del lago la rendeva un posto ideale per utilizzare il prototipo, e le montagne della Emigrant Valley proteggevano il sito da occhi indiscreti.
La Lockheed costruì la base, inizialmente costituita da poco più che qualche riparo, laboratori e abitazioni per i progettisti. Il primo equipaggio giunse alla base nell'agosto 1955 e gli U-2, gestiti dalla CIA, iniziarono i sorvoli del territorio sovietico a metà del 1956.
Le operazioni degli U-2 nel 1957 furono frequentemente interrotte dall'Operazione Plumbbob, una serie di test di ordigni nucleari. Un'esplosione-test, compiuta il 5 luglio, costrinse il personale all'evacuazione a causa del fallout.

### ProgrammiOXCART e Blackbird

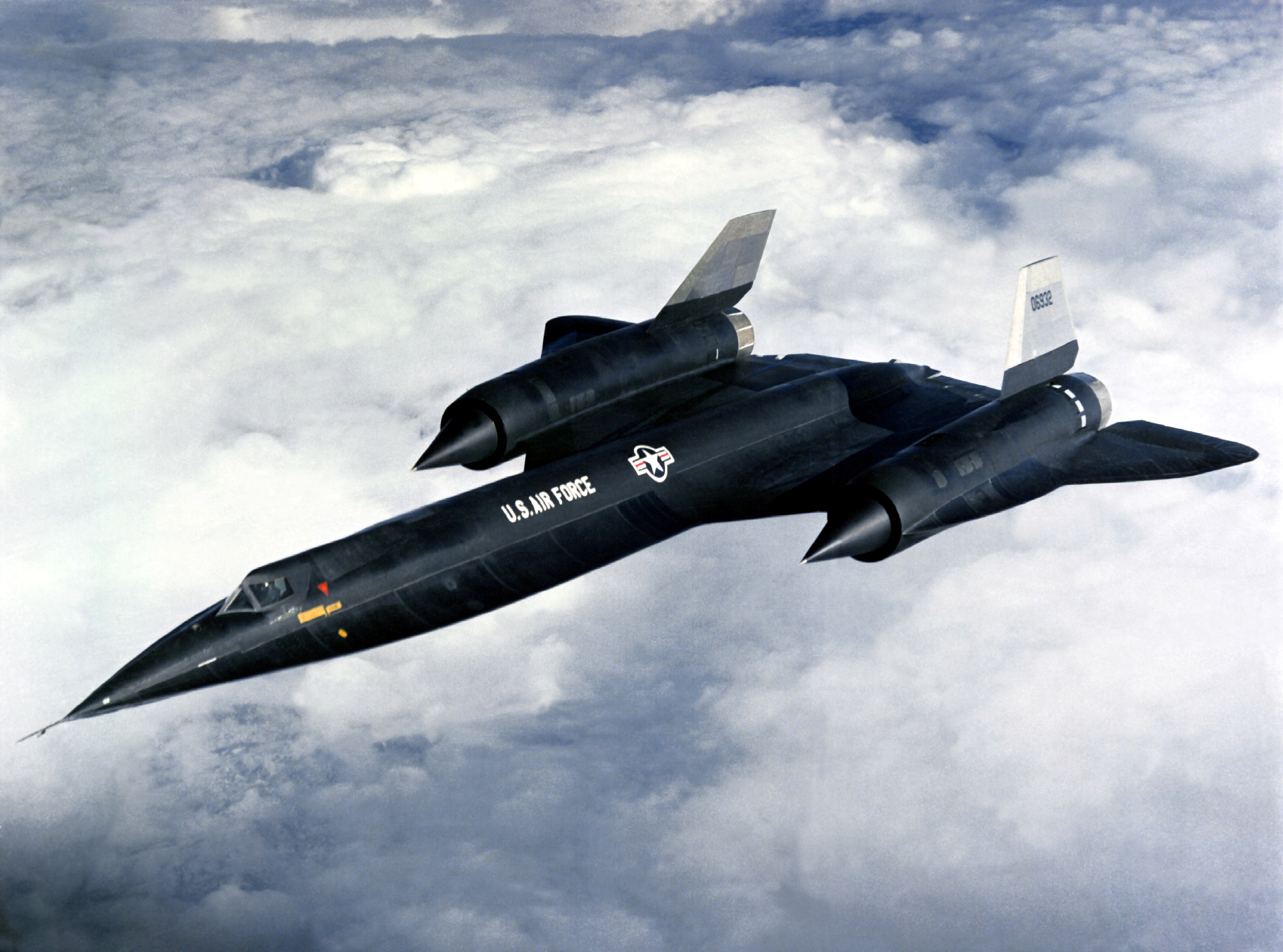
Aereo da ricognizione Lockheed A-12

Mentre lo sviluppo dell'U-2 era ancora incompleto, la Lockheed iniziò il progetto del suo successore, il progetto OXCART della CIA. Esso prevedeva la realizzazione di un aereo da ricognizione da alta quota e in grado di raggiungere velocità di Mach 3. Da questo progetto nacque il famoso SR-71 Blackbird. Le caratteristiche progettuali dell'SR-71 imposero una notevole espansione di piste e strutture. Quando il prototipo A-12 Blackbird effettuò un volo nel 1962, la pista era stata allungata fino a 2600 m e il personale raggiungeva le 1000 unità. La base possedeva strutture per il rifornimento, una torre di controllo e un campo di baseball. La sicurezza fu notevolmente incrementata, la piccola miniera nel bacino del lago fu chiusa e l'area attorno alla valle fu definita "restricted".
Nella base furono compiuti i voli di tutte le principali varianti del progetto: A-12 OXCART, SR-71 Blackbird, l'intercettore Lockheed YF-12 e la versione per il trasporto del drone da ricognizione D-21 (Lockheed D-21/M-21). L'A-12 rimase nella base di Groom Lake fino al 1968.

### ProgrammaHave Blue/F-117
Il prototipo di aereo stealth Lockheed Have Blue (un predecessore più piccolo dell'F-117) volò per la prima volta nel dicembre 1977. I test di molti prototipi segreti continuarono fino a metà del 1981, quando iniziò la produzione dell'F-117 Nighthawk. Oltre a questi test di volo, nella base furono effettuati esperimenti con il radar, test dei sistemi d'arma dell'F-117 e l'addestramento degli equipaggi. Successivamente le operazioni del Nighthawk furono spostate nella vicina base Tonopah Test Range ed infine nella Holloman Air Force Base.

### Operazioni successive

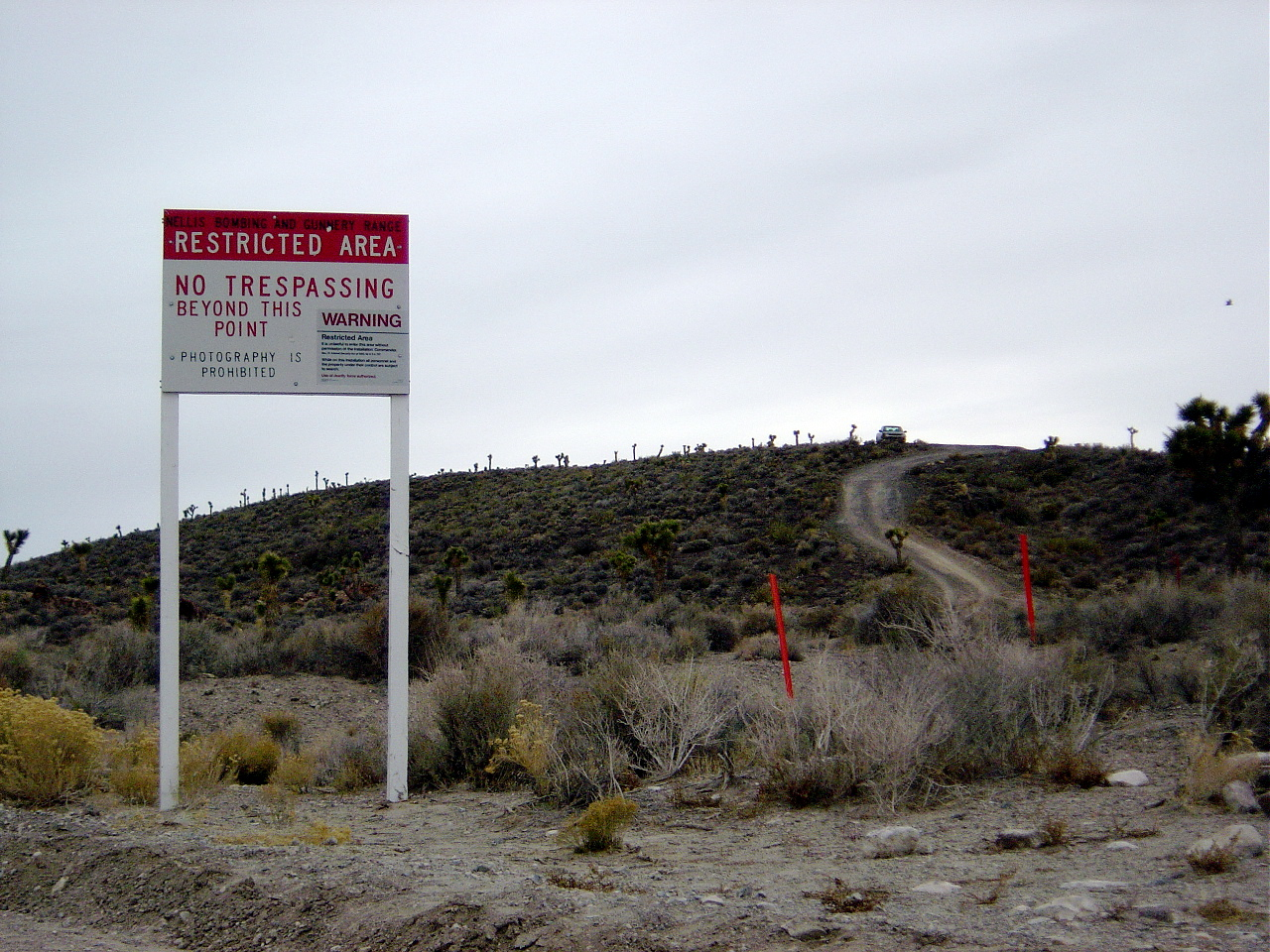
Cartello di avvertimento presente sul confine dell'Area 51 che afferma il divieto di fotografare e che "l'uso della forza letale è autorizzato", in base al "McCarran Internal Security Act" del 1950. Sulla collina è parcheggiato un veicolo governativo; da lì, gli agenti della sicurezza osservano ogni avvicinamento alla base

Dopo l'entrata in attività dell'F-117 nel 1983, le operazioni nella base di Groom Lake continuarono. La base e il sistema di piste furono ulteriormente espanse e alcuni commentatori, dopo aver esaminato recenti fotografie satellitari, stimarono in oltre 1000 unità gli effettivi della base. Nel 1995 il governo federale espanse l'area riservata attorno alla base per restringere l'accesso ad alcune montagne circostanti da dove si poteva osservare la base. Da allora l'area può essere osservata solo dalla sommità di alcune montagne molto più distanti e situate a est.

### Programma "Aurora"
Si ritiene che Aurora sia un aereo spia, successore del Blackbird, con capacità stealth, velocità superiori a Mach 6, con capacità di compiere il giro attorno alla Terra in 3-4 ore grazie ai suoi serbatoi riempiti con metano liquido alla temperatura dell'azoto liquido. Alcuni studiosi, come Nick Pope, sostengono che abbia un tipo particolare di pulsoreattore e che inoltre si avvalga di una qualche forma di dispositivo anti-gravità.

## Attività
EG&G, il contractor del Ministero della Difesa (assorbito nel 2002 da URS Corporation) mantiene un terminal privato all'Aeroporto internazionale McCarran a Las Vegas. Molti aerei senza identificativo forniscono un servizio navetta giornaliero da McCarran ai siti operati dall'EG&G in vaste regioni controllate dal governo federale nel Nevada meridionale. Questi aerei utilizzano l'identificativo radio "JANET" (ad es. "JANET 6") (attualmente utilizzano anche l'identificativo radio "Bland", con numero di volo "WWW"), che è stato ipotizzato sia l'acronimo per Joint Air Network for Employee Transportation. EG&G ha comprato annunci sulla stampa di Las Vegas cercando piloti militari con esperienza governativa e che, una volta assunti, dovranno soggiornare a Las Vegas. Questi aerei includono sei Boeing 737/Boeing T-43 e diversi piccoli velivoli. I numeri identificati sono registrati sotto la USAF ed è stato riportato che volerebbero verso Groom Lake, Tonopah Test Range e altre località della base Nellis e del NTS. Alcuni osservatori, che hanno tracciato il numero delle partenze e il numero di automobili presenti nei parcheggi privati della EG&G stimano che esistano diverse migliaia di pendolari ogni giorno. Questi voli navetta erano precedentemente effettuati dalla Key Air.

## Piste
La base aerea, che risulta avere identificativo ICAO KXTA ed è elencata come "Homey Airport" nei database dell'aviazione, è dotata di sette piste di decollo ed atterraggio. La più lunga di tutte, con orientamento 14R/32L, appare chiusa; misura circa 7093 m. Le altre comprendono due piste in asfalto, una con orientamento 14L/32R e lunga 3658 m e la seconda con orientamento 12/30 con una lunghezza di 1652 m, e quattro piste situate nel bacino salato del lago, con orientamento 09L/27R, 09R/27L, 03L/21R e 03R/21L, le prime due di lunghezza pari a circa 3489 m e le ultime di 3057 m.

## Posizione del governo statunitense sull'Area 51

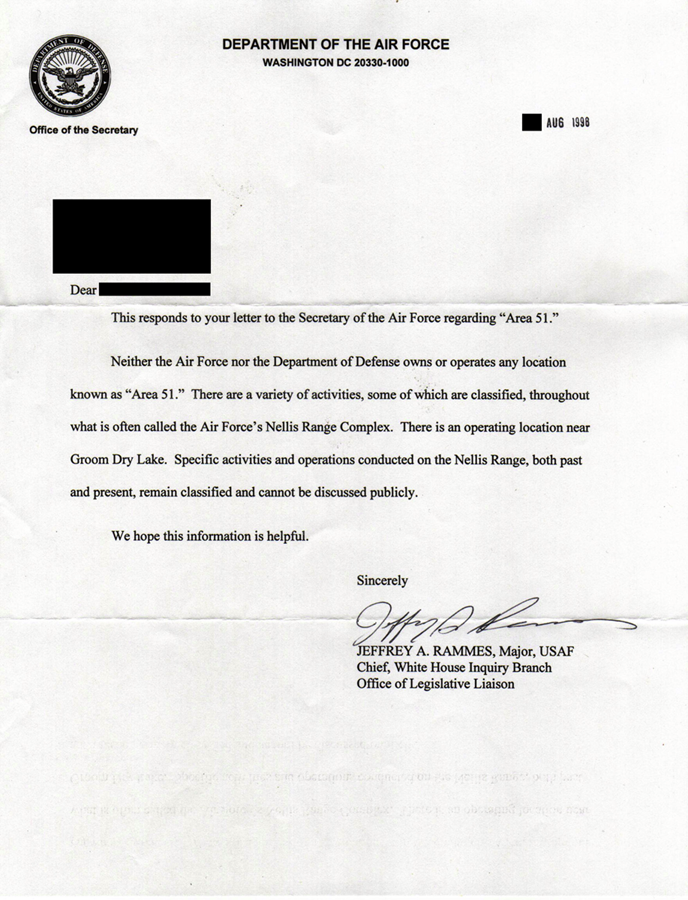
Una lettera dell'aeronautica militare in risposta ad una richiesta sull'Area 51

Il 14 luglio 2003 il governo degli Stati Uniti ha ammesso l'esistenza della base, ammettendo tacitamente che l'aeronautica militare ha una "località operativa" nei pressi del lago, ma non ha fornito ulteriori informazioni. A differenza della maggior parte dell'area di Nellis, l'area che circonda il lago è permanentemente ristretta sia al traffico aereo civile che a quello militare convenzionale. Stazioni radar e sistemi di sicurezza elettronici vari (come telecamere e sensori di movimento) proteggono l'area ed i soggetti non autorizzati vengono velocemente espulsi dalla zona protetta e arrestati per violazione di proprietà privata governativa. Anche i piloti militari che si addestrano nella Nellis Air Force Range rischiano sanzioni disciplinari se dovessero entrare accidentalmente nello spazio aereo che circonda Groom Lake.

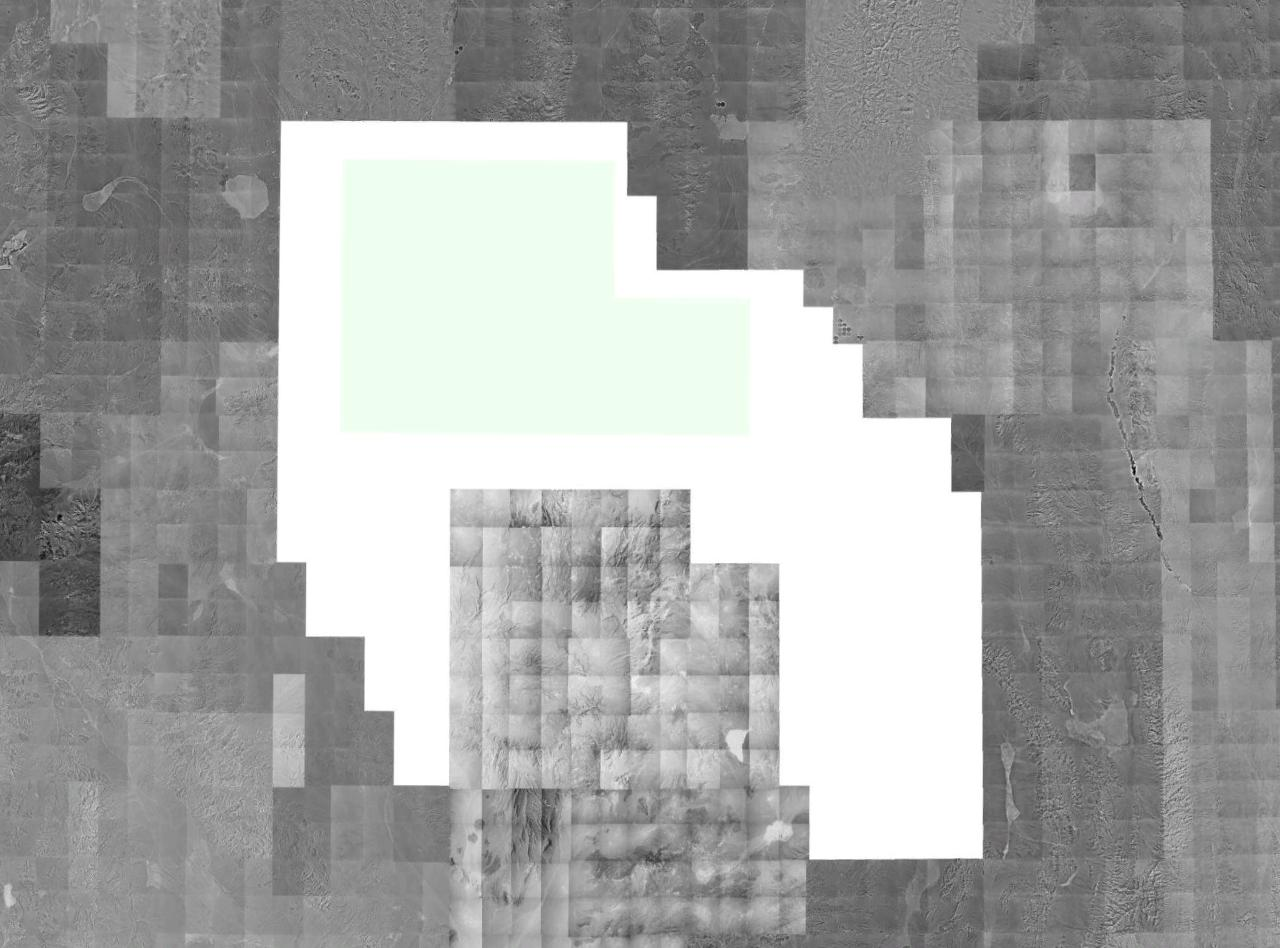
Un montaggio delle fotografie disponibili dei satelliti USGS che mostrano i territori nel Nevada meridionale. L'NTS e le regioni circostanti sono visibili; la base Nellis e le aree adiacenti sono state rimosse

La sicurezza del perimetro viene affidata a guardie private di sicurezza appartenenti ad un subcontractor della EG&G, l'agenzia di sicurezza. Le guardie effettuano pattugliamenti con mezzi come Jeep Cherokee in colore mimetico, Humvee, pickup Ford F-150 di colore champagne e pickup Chevy 2500 4x4 di colore grigio. Il personale è armato con fucili d'assalto M-16, tuttavia non sono mai stati riferiti episodi di uso delle armi, che vengono usate se una persona prosegue dopo aver ricevuto l'ordine di fermarsi. Generalmente i trasgressori sono accompagnati fino al perimetro e viene avvisato per radio lo sceriffo della contea di Lincoln. Normalmente viene contestata una multa di 600 dollari, anche se alcuni giornalisti e visitatori hanno riferito di aver ricevuto successivamente visite da agenti dell'FBI. Alcuni osservatori sono stati trattenuti per aver puntato delle macchine fotografiche e videocamere verso la base.
La sorveglianza è rafforzata dalla presenza di sensori di movimento sepolti nel terreno e dall'uso di elicotteri HH-60 Pave Hawk.
La base non appare sulle mappe pubbliche del governo; la mappa topografica USGC dell'area mostra solo la miniera abbandonata del lago Groom. Una mappa dell'aviazione civile pubblicata dal "Nevada Department of Trasportation" mostra una vasta area ad accesso ristretto, definita come appartenente allo spazio aereo della base Nellis. Le carte aeronautiche ufficiali mostrano il lago Groom ma non sono indicate le strutture aeroportuali. In modo analogo l'atlante nazionale che mostra le aree federali in Nevada non fa distinzioni tra il blocco di Groom e le altre parti della base Nellis. Anche se ufficialmente declassificato, il filmato originale ripreso dal satellite spia statunitense Corona negli anni sessanta è stato alterato prima della declassificazione; in risposta alle richieste di libertà di informazione, il governo ha risposto che queste riprese (che mappano il lago Groom e tutta la Nellis Air Force Range) sono state distrutte.
Le immagini del satellite Terra (che erano disponibili pubblicamente) sono state rimosse dai server web nel 2004 e dai dati USGS. Sono invece attualmente disponibili pubblicamente le immagini del satellite NASA Landsat 7 e commercialmente delle versioni ad alta risoluzione fornite da altre fonti, per esempio Google Earth. Basta digitare "Groom Lake" e con lo zoom si potrà vedere l'intera base con le piste, le strutture, gli aerei e i velivoli parcheggiati all'esterno degli Hangar. Usando poi lo "Street View" da una certa altezza, si può vedere il suo enorme perimetro.
Lo Stato del Nevada, riconoscendo il potenziale turistico derivante dal folklore che ruota attorno alla base, ha rinominato la statale 375 nei pressi dell'Area 51 con il nome di "The Extraterrestrial Highway" ("l'autostrada extraterrestre") e lungo essa ha fatto posizionare dei cartelli fantasiosi.
Anche se la proprietà federale all'interno della base è esente da tasse locali e dello Stato, le strutture di proprietà dei contractor privati non lo sono. Il ricercatore Glenn Campbell affermò nel 1994 che la base dichiara un valore tassabile di 2 milioni di dollari all'assessore delle tasse della contea di Lincoln, il quale non può entrare nell'area per effettuare degli accertamenti.

### Fotografia Skylab
Nel gennaio 2006 lo storico Dwayne A. Day ha pubblicato un articolo nella rivista online "The Space Review" intitolato "Astronauti e Area 51: l'incidente dello Skylab". L'articolo si basava su un memo declassificato scritto nel 1974 al direttore della CIA William Colby da un agente CIA, che riferiva come gli astronauti a bordo dello Skylab 4 avessero inavvertitamente fotografato una località sulla quale "erano presenti ordini specifici di non farlo. <censurato> era l'unica località ad avere un tale ordine". Anche se il nome del luogo fu oscurato, le circostanze portarono Day a sospettare che il soggetto del memo fosse Groom Lake.
Il memo inoltre forniva dettagli sulle contestazioni tra agenzie federali diverse che riguardavano la decisione di classificare le immagini. Infatti le agenzie del Dipartimento della Difesa facevano pressioni affinché le fotografie fossero classificate, mentre la NASA e il Dipartimento di Stato erano contrarie.

## Nella cultura di massa

### Teorie cospirative ufologiche
L'Area 51 è stata più volte oggetto di leggende metropolitane e mistificazioni legate al mondo dell'ufologia che l'hanno resa nel tempo un'icona della cultura di massa. Alla fine degli anni '70, l'ufologo Stanton T. Friedman espose la teoria secondo cui la base avrebbe ospitato i resti di un'astronave aliena e i corpi di extraterrestri dopo il cosiddetto incidente di Roswell (1947), ipotizzando che il governo degli Stati Uniti avesse tenuto nascosta la verità occultando sistematicamente le prove. Da allora, il luogo è stato connesso a numerose teorie cospirative riguardanti il fenomeno UFO, alimentate dalla totale segretezza mantenuta per i lavori al suo interno. Emblematico, in tal senso, fu il caso di Bob Lazar, che negli anni '80 annunciò di aver lavorato nell'Area 51 in qualità di fisico e di aver preso parte a progetti di retroingegneria delle astronavi aliene: in seguito, le affermazioni di Lazar circa il suo percorso accademico e il suo servizio per conto dell'aeronautica si rivelarono false, venne dimostrato in più occasioni che egli non si fosse mai iscritto all'università e che non avesse familiarità con alcun concetto della fisica, venendo screditato come truffatore anche dalla maggior parte della comunità ufologica.
Malgrado le illazioni, numerosi veterani non più vincolati dal segreto militare, così come altri esperti, hanno chiarito a più riprese che l'Area 51 fosse una base top-secret impiegata per progetti sperimentali dell'aeronautica in alcun modo legati a tecnologie aliene.
L'impatto delle teorie della cospirazione legate all'Area 51 nell'immaginario popolare ha fatto sì che la base e i suoi dintorni venissero identificati con il mito degli alieni. Per tale motivo, la Nevada State Route 375, che costeggia la base per un tratto, è stata rinominata The Extraterrestrial Highway ("l'autostrada extraterrestre"). Le leggende riguardo al collegamento tra il sito e gli alieni sono state citate e parodiate in numerose opere: tra gli esempi noti, la serie televisiva X-Files; i film Independence Day e Indiana Jones e il regno del teschio di cristallo; i videogiochi Tomb Raider III, Area 51 e Grand Theft Auto: San Andreas.

### Il meme del 2019
Nell'estate del 2019, l'Area 51 fu protagonista di un meme (o fenomeno di Internet) originato da un evento pubblicato su Facebook il 27 giugno 2019 e chiamato Storm Area 51, They Can't Stop All of Us. Nella pagina dell'evento, che si sarebbe tenuto il 20 settembre, il creatore e i membri stessi incitavano satiricamente a raggiungere e invadere la base eseguendo la corsa caratteristica dei personaggi del franchise Naruto (chiamata per l'appunto Naruto run), con l'obiettivo di liberare gli alieni e "sculacciarli". In poche ore milioni di utenti reagirono all'evento, con più di 2 milioni di conferme riguardo la partecipazione e altre 1,5 milioni di persone interessate.
Il meme divenne virale in poche ore dalla pubblicazione dell'evento e si espanse rapidamente tramite contenuti su altri social network, come Instagram e TikTok, così come sulle piattaforme YouTube, Reddit e su Steam, dove venne pubblicato un videogioco indipendente basato sull'assalto alla base militare nel mese di agosto.
Il creatore dell'evento, Matty Roberts, era un moderatore della pagina Facebook Shitposting cause I'm in shambles (shitposting fa riferimento all'atto di creare contenuti ironici di bassa qualità da condividere su Internet) e raccontò che l'idea nacque dopo aver ascoltato l'intervista di Bob Lazar per il podcast di Joe Rogan, pubblicata il 20 giugno 2019. Preso atto dell'enorme riscontro mediatico, Roberts propose di trasformare il tutto in un festival di musica EDM.
Nonostante l'esplicita preoccupazione delle autorità governative americane, il 20 settembre si è svolto un raduno pacifico che ha visto la partecipazione di sole 150 persone circa ai due cancelli principali della base. Nello stesso giorno sono stati organizzati due festival per celebrare l'evento Facebook: Alienstock a Rachel e Storm Area 51 Basecamp a Hiko, entrambe località del Nevada situate nella contea di Lincoln, poco distante da Roswell.
L'area 51 appare anche nel film Venom: The Last Dance (2024).